# 23-01 (航空機)
 23-01 (Изделие 23-01)
23-01
- 用途：戦闘機
- 分類：STOL戦闘機
- 設計者： ミコヤン・グレヴィッチ設計局
- 製造者：ミコヤン・グレヴィッチ設計局
- 初飛行：1967年4月3日
- 生産数：1機
- 運用状況：不採用

23-01 (製品23-01 / ロシア語:Изделие 23-01) は、ソビエト連邦のミグ設計局が試作した戦闘機である。リフトエンジン搭載のSTOL機でMiG-21の後継機候補の一つだったが、同時並行して試作された可変翼機の23-11 (製品23-11 / ロシア語:Изделие 23-11) がMiG-23として実用化されたため、本機は不採用となった。
北大西洋条約機構 (NATO) の使用するNATOコードネームはフェイスレス (Faithless: 不信心者)。西側陣営では本機をMiG-21の後継機と捉え、本機の名称をMiG-23PD (МиГ-23ПД) やMiG-23UVP (МиГ-23УВП) などと推測していた。MiG-23PDの「PD（ПД）」は「リフトジェット（ロシア語: Подъёмные Двигатели パデョームニェ・ジガーテリ）」を意味する頭文字であり、本機の別称としてよく用いられる。

## 開発
1960年代、戦闘機の速度はマッハ2に達した。このような超音速飛行ではかつてのような戦闘機同士の空中戦など発生しないと考えられ、戦闘機の任務としては敵機が飛び立つ前に飛行場の滑走路を破壊して無力化する航空阻止が重視されるようになった。
その対抗策として着目されるようになったのが航空機の短距離離着陸性能であった。自軍の滑走路が破壊された場合も作戦を継続できる機体として、STOL、VTOL機の研究が各国で開始された。ソビエト連邦でも仮想敵である西側陣営が戦闘爆撃機を主力としていたため、MiG-21の後継機には短距離離着陸能力を求めた。
STOL、VTOLを実現する技術には様々な方法があるが、当時ソ連では主エンジンとは別にリフトエンジンを搭載することでSTOL性能を得る方式が有望視され、各設計局に試作させていた。この流れに沿ってミグ設計局がMiG-21PFMをベースに試作したのが23-31 (製品23-31 / ロシア語:Изделие 23-31。別名Ye-7PDまたはMiG-21PD) である。23-31は1966年6月16日に初飛行し、1年ほどテストが行われたが、同機はリフト・ジェット方式の概念実証を目的とした実験機にすぎず、実用機を目指す23-01の詳細設計は1964年頃より着手されていた。機種名にある「23」とはMiG-23として採用されることを意図したものだった。
23-01の機体形状はMiG-21を踏襲した水平尾翼付きデルタ翼で、胴体は大型化していたが主翼はMiG-21と同一寸法であった。主武装としてR-23中射程空対空ミサイル（AA-7「エイペックス」）の搭載が予定されたため、MiG-21よりも大型なレーダーを機首に装備する必要があり、エアインテークの配置も機首から機体側面に変更され、半円形のショックコーンを備えたものになっている。主エンジンは当初はリューリカ AL-7が検討されたが、最終的にはMiG-21のツマンスキー R-11F2S-300を改良したハチャトゥーロフ R-27-300が選定された。一方、リフトエンジンにはコレゾフ RD-36-35を使用し、胴体中央部に2基埋め込んでいた。胴体上部にはリフトエンジンのエアインテークがあり、使用時のみ扉が開く構造になっていた。
一方、ミグ設計局ではSTOL機とは別に可変後退翼機の設計にも着手していた。各設計局に概念設計の指示が出されたのは1964年頃で、ミグ設計局では先行していた23-01をベースにした23-11 (製品23-11 / ロシア語:Изделие 23-11) が立案され、1965年には細部設計開始の指示が出されていた。
23-01は1967年4月3日に初飛行した。一方、23-11も同年6月10日に初飛行し、同年7月9日にドモジェドヴォ空港で開催された航空ショーには23-01、23-11、23-31が揃って参加した。ショーで3機を確認した西側陣営は、23-01に“フェイスレス”、23-11に“フロッガー”のNATOコードネームを与えた（実験機であることが明らかな23-31には付与しなかった）。西側陣営の反応を見たソ連はそれに呼応し、23-01の写真を次々と公表して実用化を匂わせた。
だが、ミグ設計局内では航空ショーの時点で可変翼機の23-11を有望視し、STOL機の23-01には見切りがつけられていた。23-01はリフトエンジンを用いることで離陸滑走距離180-200 m、着陸滑走距離250 mという優秀なSTOL性能を発揮しており、飛行テストでも特にトラブルは起きていなかった。問題はリフト・ジェット方式が抱える根本的な点にあった。すなわち、リフトエンジンが胴体中央を占領しているために燃料搭載の容量が少ないこと、胴体下面の排気口のために兵装や燃料タンクを胴体に搭載できないこと、水平飛行中には使用しないリフトエンジンは死重でしかないことなどである。これらはあらかじめ予見された欠点だったが、前線基地で戦闘爆撃機を迎撃し、航空阻止に対抗するという任務の特性上、それらを無視してでもSTOL性能を求めるというのが当初の狙いであった。だが比較対象として可変翼型の23-11が登場したことで状況は一変した。短距離離着陸性能こそリフト・ジェット方式の23-01は優れていたものの、航続距離や兵器搭載能力といった総合面では23-11が勝っていたのだ。
23-01の飛行テストは14回で打ち切られ、ミグ設計局によるリフト・ジェット方式の機体開発は終了した。以後、23-11をもとにした可変翼機の開発が進められた。1969年5月23日には生産型MiG-23Sの1号機が初飛行している。

## スペック
出典：特記なき項目はR.A.ベリャコフ著「MiG」より（引用者の鳥飼氏は自重と翼面積は計画値の可能性が高いとしている）
- 全長： 15.995 m
- 全幅： 7.720 m
- 翼面積： 40.00 m2
- 自重： 12,020 kg
- 機内燃料搭載量： 3,700 kg
- 離陸重量： 16,000 kg
- 最大離陸重量： 18,500 kg
- エンジン：
  - ハチャトゥーロフ R-27-300 ターボジェットエンジン (推力 5,200 kg、A/B時 7,800 kg) ×1
  - コレゾフ RD-36-35 ターボジェットエンジン  (推力 2,350 kg[9]) ×2
- 武装：
  - 空対空ミサイル：R-23（英語版） 中射程空対空ミサイル ×2 （セミアクティブ・レーダー・誘導方式および赤外線誘導方式の各1発）
  - 固定武装：GSh-23 23mm連装機関砲×1[1]